# 白髪良一
白髪 良一（しらが りょういち、1939年（昭和14年）4月5日 - ）は日本の実業家。日本清酒会長。

## 略歴
1939年（昭和14年）4月5日、満洲に生まれ、岡山県倉敷市で育つ。法政大学経済学部を卒業し、北海道拓殖銀行に入る。野球部監督として、都市対抗野球で野球部をベスト4に導く。新さっぽろ支店長、北見支店長、小樽支店長、検査部長、企画部理事を経て、エイペックスに出向し、副社長兼ホテルエイペックス洞爺総支配人を務める。
1997年（平成9年）に日本清酒に顧問として入社、同年12月に常務取締役、1999年（平成11年）に代表取締役社長。2000年に卸部門の菱食への譲渡を行い経営改善を図り、2004年には高砂酒造の再建に携わる。2012年（平成24年）に代表取締役会長に就任。2010年には北海道酒造組合の会長、また高砂酒造や、千歳鶴商会の会長を兼任。